# Брокман, Иоганн Франц Иероним
Иоганн Франц Иероним Брокман (нем. Johann Franz Hieronymus Brockmann; 1745—1812) — австрийский актёр.

## Биография
Родился 30 сентября 1745 года в Граце в Штирии. Его отец, оловянник, отдал его в ученье к цирюльнику, но мальчик, влекомый Мельпоменой, вскоре сбежал от него.

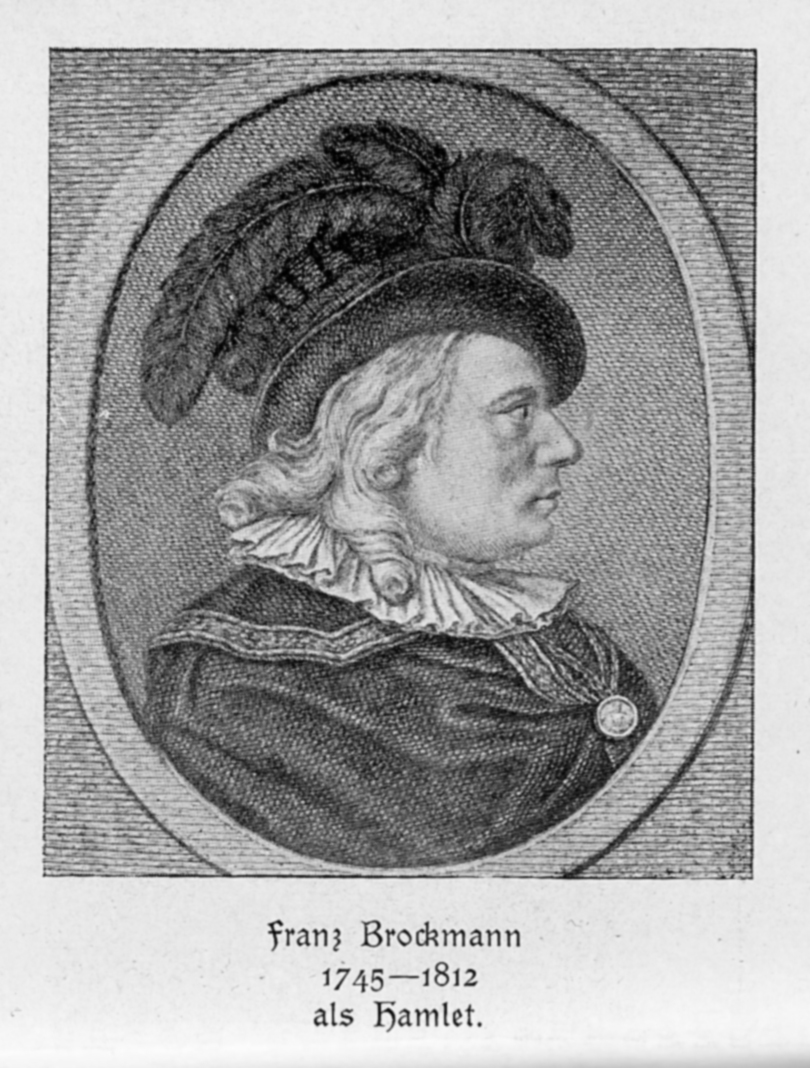

Поступив в труппу странствующих канатоходцев, которая давала также небольшие комедии, он в первый раз выступил на сцену в Лайбахе в 1760 году, после чего работал актёром в самых разных областях Австрии. В 1765 году женился на Терезе Боденбург и вместе с ней в 1766 году были приняты в труппу графом Джакомо Дураццо.
В 1768 году Брокман дебютировал в труппе Йозефа Феликса фон Курца (нем.; 1717—1784) и, после гастролей по европейским городам, приехал в 1771 году в Гамбургский национальный театр, куда его  пригласил Фридрих Шрёдер, под руководством которого актёр довел свой сценический талант практически до совершенства. Особенно ему удалась роль Гамлета, когда эта трагедия Уильяма Шекспира, в постановке Шрёдера, была в 1776 году впервые представлена в Гамбурге.
В 1778 году (1776?) император Священной Римской империи Иосиф II пригласил его в столицу Австрии город Вену, где ему назначено было содержание в 2000 флоринов и где он вскоре сумел завоевать симпатии театральной публики.
С 1789 по 1791 годы Франц Брокман был директором Венского дворцового театра (Бургтеатр).

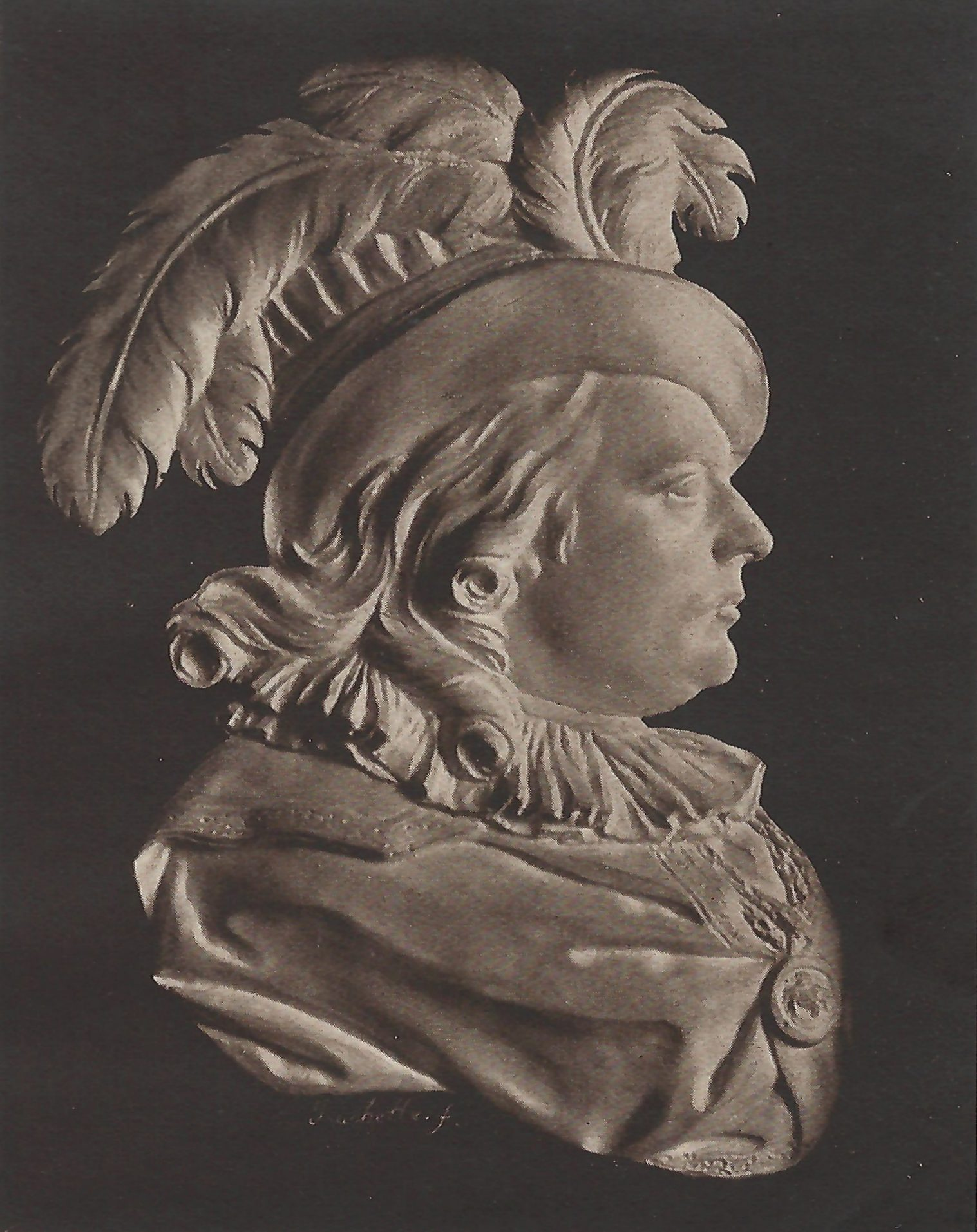
Франц Брокман в роли Гамлета в исполнении Ж.-Д. Рашета, предоставленное Мюнхенским театральным музеем для Немецкой театральной выставки 1927 года в Магдебурге

В 1800 году он начал играть роли отцов, как комических, так и трагических, и исполнял их с неизменным актёрским профессионализмом.
Умер 12 апреля 1812 года в Вене.
В 1930 году одна из улиц австрийской столицы была названа в честь актёра «Brockmanngasse».